# پالیلالیا
پالیلالیا (به انگلیسی: Palilalia) نوعی تیک پیچیده و اختلال زبانی است که با تکرار غیرارادی هجاها یا کلمات خود فرد مشخص می‌شود. این بیماری دارای ویژگی‌هایی شبیه به سایر تیک‌های پیچیده مانند اکولالیا یا کوپرولالیا است، اما برخلاف سایر زبان‌پریشیها، بر گفتار صحیح متنی مبتنی بوده و در آن اشکالی در تلفظ یا استفاده از شکل صحیح کلمات وجود ندارد. این کلمه از یونانی πάλιν (pálin) به معنای «دوباره» و λαλιά (laliá) به معنای «گفتار» یا «حرف زدن» ساخته شده‌است.
این اختلال در ابتدا توسط الکساندر-آشیل سوکز در یک بیمار مبتلا به سکته مغزی که دارای همی‌پلژی سمت چپ بود، توصیف شد. اگرچه احتمال می‌رود وضعیتی که پیشتر در سال ۱۸۹۹ توسط ادوار بریسو به عنوان اتواکولالیا توصیف شد، نیز همین وضعیت بوده باشد (به عنوان اولین مورد شناخته شده).

## طبقه‌بندی
پالیلالیا به عنوان یک آفازی (اختلال زبان) در نظر گرفته می‌شود. این عارضه نباید با اختلالات گفتاری اشتباه شود، زیرا در پالیلالیا شکل‌گیری گفتار و تلفظ مشکلی ندارد. پالیلالیا شبیه اختلالات گفتاری مانند لکنت یا بهم ریختگی است، زیرا تمایل دارد خود را فقط در گفتار خود به خودی (از پیش تعیین نشده) مانند پاسخ دادن به یک سؤالات غیرمنتظره، بیان کند و در گفتارهای از پیش تعیین شده مانند خواندن یک متن یا آواز خواندن. این اختلال به‌طور مشخص بر کلمات و عبارات تأثیر می‌گذارد تا هجاها و صداها.
پالیلالیا ممکن است در شرایطی رخ دهد که بر روی قشر جلوی پیشانی یا نواحی عقده‌های قاعده‌ای  انسان|مغز، آسیب یا زوالی صورت گرفته باشد، این مسائل می‌توانند به دلیل ضربه فیزیکی، اختلالات عصبی، اختلالات ژنتیکی یا از دست دادن دوپامین در این نواحی مغز به وجود آیند. پالیلالیا بیشتر در سندرم تورت رخ می‌دهد و ممکن است در اختلالات عصبی مانند بیماری آلزایمر و فلج فوق هسته ای پیشرونده وجود داشته باشد.

## مشخصات
پالیلالیا به عنوان تکرار کلمات یا عبارات گوینده، اغلب برای تعداد متفاوتی از تکرار تعریف می‌شود. واحدهای تکراری عموماً بخش‌های کاملی از کلمات و بزرگ‌تر از یک هجا هستند. در این اختلال اغلب ابتدا کلمات تکرار می‌شوند و به دنبال آن عبارات و سپس هجاها یا صداهای تکرار شده قرار می‌گیرند. تکرارهای پالیلالیک اغلب با کاهش حجم و با گذشت زمان سرعت می‌گیرند.
مطالعه موردی ۲۰۰۷ توسط وان بورسل و همکارانش. ویژگی‌های آکوستیک در پالیلالیا را بررسی کرد. AB، یک مرد ۶۰ ساله با بیماری پارکینسون ایدیوپاتیک تشخیص داده شد و متوجه تغییراتی در راه رفتن، وضعیت بدن، نوشتن و گفتار شده بود. مشاهده ویژگی‌های گفتاری-ادراکی او و نتایج ارزیابی فرنچ دی‌زارتری نشان داد که AB از دیزآرتری هیپوکامپی با پالیلالیای مشخص رنج می‌برد. برای کاهش تعداد تکرارهای پالیلالیک، شروع گفتاردرمانی با تکنیک‌های ضربان غیرفعال (مترونوم) و فعال (تخته‌ای) تعیین شد. با این حال، AB علیرغم آموزش گسترده قادر به بیان نبود.
تجزیه و تحلیل گفتاردرمانی AB نشان داد که تکرارهای او از ۱ دقیقه و ۳۳ ثانیه تا ۲ دقیقه و ۲۸ ثانیه طول می‌کشد که از ۱ تا ۳۲ تکرار در برخی کلمات متغیر و از آزمایشی به آزمایشی دیگر متفاوت است. مکث‌هایی بین هر تکرار وجود داشت که از ۰٫۱ تا ۰٫۷ ثانیه متغیر بود. ون بورسل و همکاران به این نتیجه رسیدند که تکرارهای پالیلالیک AB از هیچ الگوی پیروی نمی‌کند: مدت زمان هر بخش تکراری در طول زمان کاهش، تعداد تکرارها در هر بخش افزایش و مدت زمان هر کلمه منفرد در گذر زمان کاهش نمی‌یابد. چنین نتایجی نشان داد که همه تکرارهای پالیلالیک با کاهش حجم، نرخ افزایشی را نشان نمی‌دهند و دو نوع فرعی متمایز پالیلالیا را همان‌طور که توسط استرلینگ پیشنهاد شده‌است، به چالش می‌کشند:
- نوع A استرلینگ، گاهی اوقات پالیلالی اسپاسمودیک نامیده می‌شود، با تکرارهای سریع و کاهش حجم مشخص می‌شود.
- نوع B استرلینگ، که گاهی پالیلالی آتونیک نامیده می‌شود، با تکرارهایی با سرعت ثابت همراه با دوره‌های سکوت متقابل تشخیص داده می‌شود.[۷]

AB نه افزایش سیستماتیک (نوع A استرلینگ) یا یک مدت ثابت (نوع B استرلینگ) را نشان داد و در طیفی در بین این دو نوع پالیلالیا قرار گرفت.
پالیلالیا در زبان نوشتاری و اشاره نیز بررسی شده‌است. یک مطالعه موردی توسط تایرون و مول، مرد ناشنوای ۷۹ ساله‌ای به نام PSP را بررسی کرد که ناهنجاری‌هایی در امضایش از خود نشان داد. PSP زبان اشاره بریتانیایی (BSL) را در سن هفت سالگی آموخته بود و در سن ۷۷ سالگی دچار ضعف و دیسفاژی سمت چپ شده بود. PSP در امضای خود حرکات و تکرارهای غیرارادی را نشان داد. تایرون و مول گزارش کردند که حرکات او ماهیت پالیالیک داشتند، زیرا تمام علائم تکرار و حرکات تکراری از نظر دامنه کوچک و کوچکتر می‌شدند.

## علل
پالیلالیا همچنین در انواع اختلالات عصبی به‌ویژه در سندرم تورت، بیماری آلزایمر و فلج فوق هسته ای پیشرونده رخ می‌دهد. تخریبی عصبی همچنین می‌تواند در توده سیاه اتفاق بیوفتد که به کاهش تولید دوپامین و دست دادن عملکرد گفتاری و زبانی منتج شود. پالیلالیا همچنین می‌تواند در انواع اختلالات ژنتیکی از جمله سندرم X شکننده، سندرم پرادر-ویلی و اوتیسم رخ دهد.

## تشخیص
پالیلالیا باید از سایر اختلالات تیک پیچیده (مانند اکولالیا)، لکنت، و لوگوکلونیا افتراق داده شود. برخلاف لکنت یا لوگوکلونیا، تکرارهای پالیلالیک متشکل از بخش‌های کاملی از کلمات یا عبارات هستند، اغلب بارها تکرار می‌شوند، و گوینده هیچ مشکلی در شروع گفتار ندارد.